# Association des pompiers de Montréal
Pour les articles homonymes, voir APM.
 (mars 2025).
Si vous disposez d'ouvrages ou d'articles de référence ou si vous connaissez des sites web de qualité traitant du thème abordé ici, merci de compléter l'article en donnant les références utiles à sa vérifiabilité et en les liant à la section « Notes et références ».
L'Association des pompiers de Montréal (APM) est le syndicat qui représente les 2 300 pompiers et pompières de la ville de Montréal au Québec.

## Composition
Ce syndicat est constitué de pompiers, lieutenants et capitaines œuvrant au sein du Service de sécurité incendie de Montréal.
À l'instar de cette profession, ses membres sont en majorité des hommes.

## Organisation
Le syndicat est géré par un président, un vice-président, un trésorier et un secrétaire. Douze directeurs régionaux sont responsables d'un secteur géographique précis.
Il existe également des comités statutaires.
Le syndicat emploie 5 personnes à temps plein, auxquelles peuvent ponctuellement s'adjoindre un avocat et un actuaire.
Bien qu'à ce jour, cinq femmes occupent des postes permanents et rémunérés au sein du personnel du syndicat, il n'y eut jamais aucune représentante syndicale de sexe féminin dans les fonctions électives de l'organisation.

## Affiliation
L'Association des pompiers de Montréal est affiliée depuis 2017 comme section locale 125 de l'IAFF. 
Il est actif au sein du Regroupement des associations de pompiers du Québec, la plus importante des associations de syndicats de pompiers du Québec.

## Publication
Deux fois l'an, au printemps et à l'automne, le syndicat édite une revue, Le Portelance, à destination des pompiers tant actifs que retraités.  Le tirage de la revue est d'environ 5 000 exemplaires.

## Historique

### Un regroupement précurseur
C'est en 1834 que fut créée la Société Amicale des Pompiers de Montréal, entité ayant comme objectif d'aider les pompiers de la ville de Montréal.
La société avait pour mission l'organisation de loisirs et d'une société de secours mutuels, permettant aux pompiers dans l'incapacité de travailler de subvenir à leurs besoins.

### Première entité syndicale

Logo de l'IAFF en 1974

Le syndicat fut fondé en 1918 en tant que section locale de l'International Association of Fire Fighters (IAFF).
En 1974, probablement à la suite du refus du syndicat américain de soutenir la grève du week-end rouge, l'Association des Pompiers de Montréal devient indépendante.

### Le Week-end rouge
Du 31 octobre au 3 novembre 1974, l'association mena une grève générale illégale afin de renverser une sentence arbitrale désavantageuse pour ses membres. 
Durant cet intervalle, plus de 140 résidences furent incendiées par des mains criminelles, conduisant à la destruction de plus de 131 édifices.
Durant la nuit du 2 au 3 novembre 1974, une entente fut conclue entre le président du syndicat, le maire de Montréal Jean Drapeau et le ministre du travail Jean Cournoyer lors d'une réunion tenue au siège social d'Hydro-Québec à Montréal, où étaient installés a cette époque les bureaux du premier ministre dans la métropole.
On nommera cette grève le « week-end rouge ».
Par la suite, l'Association des pompiers de Montréal sera condamnée à indemniser les victimes des incendies non combattus, pour plus d'un million de dollars.

## Lutte contre les cancers professionnels
Depuis plusieurs années, l’APM est activement engagée dans la reconnaissance et la prévention des cancers professionnels, qui représentent aujourd’hui la principale cause de décès chez les pompiers de la métropole,,,. En 15 ans, au moins 77 pompiers montréalais sont morts d’un cancer reconnu par la CNESST comme étant lié à leur emploi, contre seulement trois décès en devoir. Une centaine d’autres pompiers vivants ont également vu leur cancer être reconnu, mais ce chiffre est sous-estimé, puisqu’il n’inclut pas les cadres ou les dossiers non encore traités.
L’exposition chronique à des produits toxiques, comme les benzènes, les dioxines, les agents retardateurs de flamme ou les substances perfluoroalkylées et polyfluoroalkylées (PFAS) présentes dans les habits de combat, constitue un facteur de risque majeur,,. Des analyses récentes ont révélé des teneurs très élevées en PFAS dans l’équipement de protection, y compris les couches en contact direct avec la peau. Ces résultats suscitent l’inquiétude de l’APM, qui demande des actions concrètes pour éliminer ces contaminants des équipements.
Par ailleurs, malgré l’évolution des protocoles de sécurité (nettoyage des équipements, douches portatives, protocoles post-intervention), plusieurs lacunes persistent dans leur application au quotidien. L’APM réclame une adaptation plus rapide des équipements et un meilleur soutien pour réduire l’exposition répétée aux cancérogènes sur les lieux d’intervention,,.
Sur le plan législatif, l’Association a joué un rôle dans la reconnaissance officielle de cancers comme maladies professionnelles. En octobre 2024, l’ajout de six nouveaux cancers à la liste de la CNESST (colorectal, sein, testicules, œsophage, cerveau et leucémie) a été qualifié de « grand pas » par le président de l’APM,,.